# Zdeněk Rytíř
Zdeněk Rytíř (Tábor, 11 aprile 1944 – Praga, 2 ottobre 2013) è stato un cantautore, compositore, musicista e polistrumentista ceco.
Ha scritto canzoni per i principali interpreti della canzone cecoslovacca: Marta Kubišová, Helena Vondráčková, Václav Neckar, Burnt Petr, Michal Bold, Olympic, Karel Gott, Lenka Filipová, Jitka Zelenkova e altri. Suona il basso, tastiere, banjo e armonica.